# Henri Moissan
Ferdinand Frederick Henri Moissan (n. 28 septembrie 1852, Paris, Franța – d. 20 februarie 1907, Paris, Franța) a fost un chimist evreu-francez.
A descoperit fluorul la data de 26 iunie 1886. Pentru această descoperire a fost laureat cu Premiul Nobel pentru Chimie în anul 1906.